# دون بالمر
دون بالمر (بالإنجليزية: Don Palmer)‏ هو مجدف أسترالي، ولد في 1927 في سيدني في أستراليا، وتوفي في 1 نوفمبر 1980 في Coogee, New South Wales ‏ في أستراليا.

## وصلات خارجية
- دون بالمر على موقع أوليمبيديا (الإنجليزية)